# Gildersleeve on Broadway

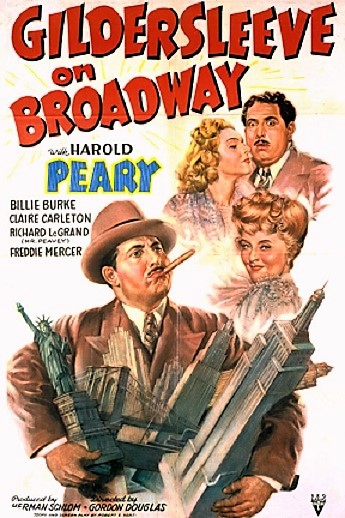
Affiche du film

Gildersleeve on Broadway est un film américain réalisé par Gordon Douglas et sorti en 1943. C'est le troisième film de la série des films Gildersleeve, basés sur la populaire série radiophonique de NBC The Great Gildersleeve créée par Leonard L. Levinson.

## Synopsis
Alors qu'il est à New York pour le travail, deux femmes poursuivent Gildersleeve quand sa fiancée le rejoint.

## Fiche technique
- Réalisation : Gordon Douglas
- Scénario : Robert E. Kent
- Producteur : Herman Schlom
- Photographie : Jack MacKenzie
- Montage : Les Millbrook
- Musique : Constantin Bakaleinikoff
- Genre : Comédie[1]
- Distributeur : RKO Radio Pictures
- Durée : 65 minutes[2]
- Date de sortie : 28 octobre 1943

## Distribution
- Harold Peary : Throckmorton P. Gildersleeve
- Billie Burke : Mrs. Laura Chandler
- Claire Carleton : Francine Gray
- Richard LeGrand : Mr. Peavey
- Freddie Mercer : Leroy Forrester
- Hobart Cavanaugh : Homer
- Margaret Landry : Marjorie Forrester
- Leonid Kinskey : Window Washer
- Ann Doran : Matilda Brown
- Lillian Randolph : Birdie
- Mike Road : Jimmy Clark